# Vlag van Finnmark

Vlag van Finnmark

De vlag van Finnmark is op 6 januari 1967 officieel ingesteld als de provincievlag van de Noorse provincie Finnmark. De vlag toont een geel kasteel in een zwart veld. Het kasteel vertegenwoordigt de vestingwerken van Vardø die onder koning Haakon V werden gebouwd.
De vlag toont hetzelfde beeld als het gemeentewapen.
Op 1 januari 2020 fuseerde de provincie Finnmark met Troms tot de nieuwe provincie Troms og Finnmark waardoor het gebruik hiervan als provincievlag is komen te vervallen. Per 1 januari 2024 is Finnmark na de opdeling van Troms og Finnmark opnieuw een van de Noorse provincies waardoor de vlag is opnieuw in gebruik genomen.

## Verwante afbeeldingen

Wapen van Finnmark